# Joseph Pulitzer
Joseph Pulitzer (født 10. april 1847 i Makó, Ungarn, død 29. oktober 1911 i Charleston i South Carolina i USA) var en ungarsk-amerikansk journalist og udgiver, der er bedst kendt for at have lagt navn til Pulitzerprisen og for sammen med William Randolph Hearst at have grundlagt sensationsjournalistikken, den såkaldte gule journalistik.
Pulitzer emigrerede til USA i 1864 for at deltage i den amerikanske borgerkrig som kavalerist. Han slog sig ned i New York og havde forskellige job, mens han uddannede sig til jurist. I 1868 blev han journalist ved den tyske avis Westliche Post i St. Louis, fordi han i forbindelse med sin uddannelse havde skrevet en artikel om immigranters hårde vilkår. Han blev valgt til parlamentet i Missouri året efter. I 1878 købte han et par lokale aviser samme sted og i 1883 også New York World, som under hans ledelse blev en vigtig avis med tilknytning til Demokraterne. Han trak sig tilbage i 1887. I 1903 donerede han to millioner dollar til etableringen af School of Journalism ved Columbia University.
Fælles for Pulitzers aviser var kombinationen af kampagnejournalistik, store afsløringer og massiv markedsføring, der skabte et stort publikum. Konkurrencen med New York Morning Journal betød, at New York World optrappede den gule journalistik; sensationsstoffet. Det gjorde sig blandt andet gældende i dækningen af den spansk-amerikanske krig, men resulterede også i, at han generelt ikke var velanset blandt kolleger, da de ikke mente, han stod for god, seriøs journalistik.
Joseph Pulitzer er begravet på Woodlawn Cemetery i Bronx, New York City.